# 1961 w Wojsku Polskim
Kalendarium Wojska Polskiego 1961 – wydarzenia w Wojsku Polskim w roku 1961.

## 1961
- opracowano plan rozwoju i doskonalenia Sił Zbrojnych PRL na lata 1961-1970[1]

## Styczeń
9 stycznia
- Minister Obrony Narodowej wydał zarządzenie w sprawie przyjmowania i rozpatrywania skarg i wniosków wnoszonych do organów wojskowych[1]

14 stycznia
- gen. bryg. pil. Michał Jakubik i płk pil. Edward Chromy w Stołecznej Radzie Narodowej zostali udekorowani odznakami zasłużonych dla Warszawy[2]

17 stycznia
- minister obrony narodowej wydał zarządzenie w sprawie wprowadzenia zasad działania „Kół Młodzieży Wojskowej”[3]

## Luty
5 lutego
- w Zakopanem Minister Obrony Narodowej dokonał otwarcia I Zimowej Spartakiady Armii Zaprzyjaźnionych[3]

10 lutego
- weszły w życie ustawy:

z dnia 31 stycznia 1961 o zakwaterowaniu Sił Zbrojnych
z dnia 31 stycznia 1961 o zmianie ustawy z dnia 6 czerwca 1958 o służbie wojskowej szeregowców i podoficerów Sił Zbrojnych i dekretu z dnia 14 sierpnia 1954 o zaopatrzeniu inwalidów wojennych i wojskowych oraz ich rodzin

## Marzec
10 marca
- weszły w życie ustawy:

z dnia 31 stycznia 1961 o zmianie niektórych przepisów Kodeksu Karnego Wojska Polskiego
z dnia 31 stycznia 1961 r. o zmianie niektórych przepisów Kodeksu Wojskowego Postępowania Karnego
22 marca
- minister obrony narodowej wydał zarządzenie w sprawie sztandarów jednostek wojskowych oraz w sprawie flag lotnictwa wojskowego[3][8][2]

23 marca
- minister obrony narodowej wydał rozkaz nr 14 w sprawie pomocy wojska w prowadzeniu przysposobienia obronnego młodzieży szkolnej[3]

28 marca
- w Moskwie odbyło się posiedzenie Doradczego Komitetu Politycznego Układu Warszawskiego[1]

## Kwiecień
26 kwietnia
- ukazało się zarządzenie nr 30 ministra obrony narodowej w sprawie nadawania stopni naukowych w Akademii Sztabu Generalnego im. gen. broni Karola Świerczewskiego[3]

## Maj
2 maja

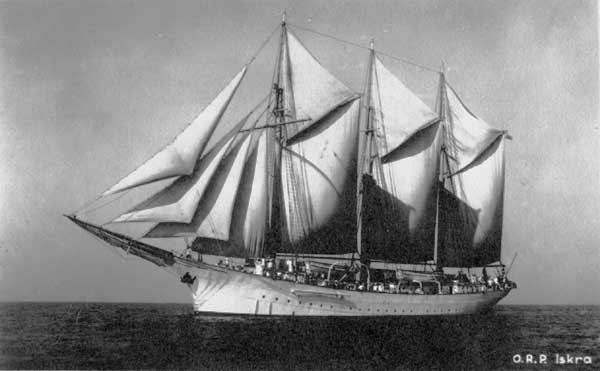
ORP Iskra

- ORP "Iskra" wypłynął w osiemnasty rejs szkoleniowy

3 maja
- w Wojskowej Akademii Medycznej w Łodzi odbyła się ogólnowojskowa narada aktywu partyjnego Służby Zdrowia[3]

25 maja
- Minister Obrony Narodowej wydał rozkaz w sprawie przedterminowego zwolnienia z zasadniczej służby wojskowej żołnierzy mających zawód nauczyciela oraz przyjętych na pierwszy rok studiów wyższych[1]

22 maja
- w Polsce przebywała delegacja wojskowa Czechosłowackiej Armii Ludowej z ministrem obrony narodowej CSRS gen. armii Bohumĭrem Lomský[3]

30 maja
- ukazało się zarządzenie ministra obrony narodowej nr 38 w sprawie wprowadzenia do użytku instrukcji o strukturze, zadaniach i kompetencjach organów partyjno-politycznych i instancji partyjnych Sił Zbrojnych PRL oraz instrukcji o pracy podstawowych organizacji partyjnych w Siłach Zbrojnych PRL[3]

## Czerwiec
2 czerwca
- minister obrony narodowej wydał zarządzenie nr 47 w sprawie warunków i trybu powoływania oficerów na stanowiska pomocniczych pracowników nauki w akademiach wojskowych oraz zwalniania ich z tych stanowisk[3]

8 czerwca
- w Warszawie odbyła się narada kierowniczej kadry wojsk chemicznych[3]

16–19 czerwca
- w Gdyni przebywał z wizytą kurtuazyjną zespół szwedzkich okrętów wojennych w składzie: niszczyciel „Oeland”, dwie fregaty i cztery stawiacze min[3]

28 czerwca
- ukazało się zarządzenie nr 50 ministra obrony narodowej w sprawie wykazu gałęzi nauk, w których zakresie akademie wojskowe mają prawo nadawania stopni naukowych[3]

## Lipiec
ukazał się 150 numer „Wojskowego Przeglądu Lotniczego”
3–6 lipca
- dwa okręty Brytyjskiej Królewskiej Marynarki Wojennej HMS „Black-wood” oraz HMS „Puma” przebywały z wizytą kurtuazyjną w Gdyni[3]

5 lipca
- utworzono Podoficerską Szkołę Zawodową im. Nalazków w Elblągu[1]

9–11 lipca
- z wizytą kurtuazyjną w Gdyni przebywał zespół francuskich okrętów wojennych w składzie trzech niszczycieli: „Chateaurenault”, „Casablanca” i „Du Chayla”[3]

20–22 lipca
- w Polsce gościł pierwszy kosmonauta świata mjr Jurij Gagarin[3]

20–24 lipca
- z pierwszą wizytą kurtuazyjną przebywał w Gdyni zespół okrętów wojennych NRD w składzie „Fridrich Engels” i trzy trałowce[3]

28 lipca
- minister obrony narodowej wydał zarządzenie nr 60 w sprawie statutu podoficerskich szkół zawodowych[9]

## Sierpień
1 sierpnia
- ukazało się zarządzenie ministra obrony narodowej dotyczące zakresu i trybu działania Głównej Kontroli Wojskowej[9]

2 sierpnia
- koniec osiemnastego rejsu szkolnego ORP „Iskra”; okręt zawinął do portów: Gibraltar, Aleksandria, Casablanca

13 sierpnia
- ogłoszono deklarację rządów państw-członków Układu Warszawskiego w sprawie sytuacji i roli Berlina Zachodniego jako ośrodka akcji dywersyjno-szpiegowskiej[9]

23 sierpnia
- minister obrony narodowej wydał zarządzenie nr 63 w sprawie znaków w marynarce wojennej[9]

## Wrzesień
8 września
- narada Komitetu Ministrów Obrony Układu Warszawskiego w Warszawie[1][10]

25–29 września
- w Helsinkach z pierwszą oficjalną wizytą przebywał zespół okrętów polskiej marynarki wojennej w składzie: niszczyciel „Błyskawica” oraz dwa okręty podwodne[9]

## Październik
na terytorium państw-stron Układu Warszawskiego odbyły się ćwiczenia sztabów i wojsk wydzielonych wchodzących w skład Zjednoczonych Sił Zbrojnych
Układu Warszawskiego p.k. "Burza"
10 października
- odbył się w Brzegu zlot byłych żołnierzy 1 i 2 armii Wojska Polskiego[9]

18 października
- ukazało się zarządzenie nr 47 ministra obrony narodowej w sprawie przejęcia przez Najwyższy Sąd Wojskowy kompetencji Zarządu Sądownictwa Wojskowego oraz utworzenia Wojskowego Instytutu Prawniczego[9]

## Listopad
10 listopada
- zarządzeniem nr 76 ministra obrony narodowej utworzono w Wojskowej Akademii Technicznej im. J. Dąbrowskiego zaoczne wyższe studia zawodowe[9]

16 listopada
- ukazał się rozkaz ministra obrony narodowej nr 51 w sprawie zatwierdzenia statutu sądów koleżeńskich dla szeregowców i podoficerów zasadniczej służby wojskowej[9]

17 listopada
- minister obrony narodowej zarządzeniami nr 79, 80, 81, 82 i 83 nadał statuty: Akademii Sztabu Generalnego im. gen. broni K. Świerczewskiego, Wojskowej Akademii Politycznej im. F. Dzierżyńskiego, Wojskowej Akademii Technicznej im. J. Dąbrowskiego, Wojskowej Akademii Medycznej i Wyższej Szkole   Marynarki Wojennej im. Bohaterów Westerplatte[9]

30 listopada
- minister obrony narodowej wydał zarządzenie nr 87 w sprawie kwalifikacji wymaganych do objęcia poszczególnych stanowisk oficerskich w korpusie osobowym marynarki wojennej[9]

## Grudzień
Główne Kwatermistrzostwo WP przekazało bezpłatnie ZHP przedmioty mundurowe wycofane z wojska, między innymi: 12 tys. tornistrów, 2 tys. koców, 16 tys. menażek, 4 tys. płaszcz-namiotów, 179 namiotów obozowych
12 grudnia
- minister obrony narodowej wydał zarządzenie nr 89 w sprawie wprowadzenia w podoficerskich szkołach zawodowych oznak odróżniających elewów poszczególnych lat nauki[9]